# جيمس شولر
جيمس ويليام شولر (20 مارس 1839- 16 أبريل 1920) قانوني ومؤرخ أمريكي

## سيرته المهنية
ولد شولر في ويست كامبريدج (الآن أرلينغتون)، ماساتشوستس، وكان والده معروف بكونه من قام بتحرير أطلس بوسطن خلال الفترة من 1847 إلى 1853. درس شولر في جامعة هارفارد وتخرج منها في عام 1859، درس القانون في بوسطن وتم قبوله في نقابة المحامين عام 1862. وفي عام 1869 انتقل إلى واشنطن، حيث عمل لمدة ثلاث سنوات حول دستور الولايات المتحدة. عاد شولر إلى بوسطن في عام 1874، وكرّس نفسه لممارسة العمل المكتبي والمهام الأدبية، كان محاضرًا في كلية الحقوق في جامعة بوسطن بين عامي 1885 و1903، وأستاذًا ومحاضرًا غير مقيم في كلية الحقوق بالجامعة الوطنية في واشنطن العاصمة، وخلال الفترة 1887–1909، كان محاضرا في التاريخ الأمريكي والقانون الدستوري في جامعة جونز هوبكنز عام 1908. اشتهر شولر كمؤرخ. وخلال الفترة 1896-1897 تولى منصب رئيس الجمعية التاريخية الأمريكية. وتم انتخابه عضوًا في الجمعية الأثرية الأمريكية في العام 1907، وتوفي شولر في انترفال، نيو هامبشاير يوم 16 أبريل 1920.

## أهم أعماله
- تاريخ الولايات المتحدة بموجب الدستور، 1789-1865 (7 مجلدات ، 1880-1917) ويشمل: قاعدة الفدرالية (1783-1801)، جيفرسون الجمهوريون (1801-1817)، عصر الشعور الجيد (. 1817-1831) الديمقراطيون واليمينيون (1831-1847)، جدل التربة الحرة (1847-1861)، الحرب الأهلية (1861-1865).
- حياة توماس جيفرسون (1893)
- ملخصات تاريخية (1896)
- دراسات دستورية، حكومية وفيدرالية ( 1897)
- حياة الكسندر هاميلتون (1901)
- الأمريكيون (1776-1906)
- أفكار الجمهورية (1908)
- أطروحات لقانونية هي: قانون العلاقات الأسرية (1870)،  قانون الملكية الشخصية (1872-1876؛ طبعة جديدة ، 1907)، قانون الكفالة (1880)،  قانون المنفذين والإداريين (1883)،  قانون الزوج والزوجة (1882)، قانون الوصايا (1910).

## روابط خارجية
- "شولر ، ويليام". Cyclopædia Appletons من السيرة الذاتية الأمريكية. 1900.
- "شولر ، جيمس". موسوعة كولير الجديدة. 1921.